# Jesús Leopoldo Estrada Moreno
Jesús Leopoldo Estrada Moreno (Elorza, Estado Apure; 4 de febrero de 1957) es un ingeniero y político venezolano, alcalde del Municipio Rómulo Gallegos del Estado Apure, Venezuela, durante de período 2004 - 2008. En elecciones municipales de 2008 fue reelegido para un nuevo período. Jesús nació en Elorza el 4 de febrero de 1957, cursó estudios primarios en la antigua escuela municipal de Elorza, marchándose luego para la ciudad de Barquisimeto, Estado Lara, donde culminó sus estudios primarios y secundarios entre el Colegio San Pedro y el Colegio La Salle de esa ciudad.
Sus estudios superiores los cursa en el exterior, gracias a una beca de la Fundación Gran Mariscal de Ayacucho en la Universidad del Estado de Iowa obteniendo el título de Ingeniero Agrícola en la especialidad de Suelos y Aguas. Se dedica a la actividad agropecuaria en los predios de su propiedad, y se lanza a la lucha política anhelando un cambio en las estructuras políticas, económicas y sociales de estas comunidades.
En su vida política y dentro de la Administración Pública ha desempeñado cargos de alta responsabilidad como Presidente Fundador de FONDEA (Fondo para el Desarrollo del Estado Apure), Secretario General de Gobierno del Estado Apure, donde quedó demostrada su capacidad gerencial, sus aptitudes de líder y acierto en la toma de decisiones. Actualmente motoriza un verdero cambio social, impulsando proyectos de desarrollo en el municipio, como el proyecto de Atención Integral al Indígena, actividades ecológicas en pro de la preservación del ambiente y Planes de Empleo Masivos periódicos en la comunidad.

## Fuente
- Síntesis biográfica de Leopoldo Estrada Moreno, en la página oficial de la Alcaldía de Elorza.

- Datos: Q5930264